# Juliet Campbell
Juliet Jean Campbell (ur. 17 marca 1970 w Kingston) – jamajska lekkoatletka, specjalizująca się w biegach sprinterskich, trzykrotna uczestniczka letnich igrzysk olimpijskich (Barcelona 1992, Atlanta 1996, Sydney 2000), halowa mistrzyni świata z Lizbony (2001) w biegu na 200 metrów.

## Sukcesy sportowe
- mistrzyni Jamajki w biegu na 100 m – 1990
- trzykrotna mistrzyni Jamajki w biegu na 400 m – 1990, 1993, 1996[1]

| Rok  | Miasto       | Zawody                     | Konkurencja                                         | Wynik                               |
| ---- | ------------ | -------------------------- | --------------------------------------------------- | ----------------------------------- |
| 1992 | Barcelona    | olimpiada                  | sztafeta 44 × 400 m                                 | 5. miejsce                          |
| 1993 | Stuttgart    | mistrzostwa świata         | bieg na 400 m sztafeta 4 × 100 m sztafeta 4 × 400 m | 7. miejsce brązowy medal 4. miejsce |
| 1996 | Atlanta      | olimpiada                  | sztafeta 4 × 400 m                                  | 4. miejsce                          |
| 1998 | Kuala Lumpur | Igrzyska Wspólnoty Narodów | bieg na 200 m sztafeta 4 × 100 m                    | srebrny medal                       |
| 1999 | Maebashi     | halowe mistrzostwa świata  | bieg na 200 m                                       | 5. miejsce                          |
| 1999 | Sewilla      | mistrzostwa świata         | bieg na 200 m                                       | 8. miejsce                          |
| 2001 | Lizbona      | halowe mistrzostwa świata  | bieg na 200 m sztafeta 4 × 400 m                    | złoty medal srebrny medal           |
| 2001 | Edmonton     | mistrzostwa świata         | bieg na 200 m sztafeta 4 × 100 m                    | 6. miejsce brązowy medal            |
| 2001 | Brisbane     | Igrzyska Dobrej Woli       | bieg na 200 m                                       | srebrny medal                       |
| 2001 | Melbourne    | finał Grand Prix IAAF      | bieg na 200 m                                       | brązowy medal                       |
| 2002 | Manchester   | Igrzyska Wspólnoty Narodów | bieg na 200 m sztafeta 4 × 100 m                    | srebrny medal                       |
| 2003 | Birmingham   | halowe mistrzostwa świata  | bieg na 200 m                                       | brązowy medal                       |

## Rekordy życiowe
- bieg na 200 metrów – 22,50 – Sewilla 25/08/1999
- bieg na 300 metrów – 36,59 – Cwmbran 12/07/1992
- bieg na 400 metrów – 50,11 – Kingston 03/07/1993 i Kingston 28/06/1996
- bieg na 60 metrów (hala) – 7,16 – Birmingham 17/02/2002
- bieg na 200 metrów (hala) – 22,64 – Lizbona 10/03/2001
- bieg na 300 metrów (hala) – 36,66 – Dortmund 09/02/1996
- bieg na 400 metrów (hala) – 51,78 – Sztokholm 19/02/1998